# سورن بارسقیان
سورن بارسقیان (ارمنی: Սուրեն Բարսեղյանը؛ زادهٔ ۱۲ اکتبر ۱۹۵۹ در ایروان) سرمربی فوتبال اهل ارمنستان است.

## افتخارات
میکا ایروان
- قهرمان لیگ برتر فوتبال ارمنستان: ۲۰۰۴
- قهرمان جام استقلال ارمنستان: ۲۰۰۳
- فینالیست سوپر جام فوتبال ارمنستان: ۲۰۰۴